# Novozrakoperke
Novozrakoperke (Neopterygii), podrazred riba u razredu zrakoperki.
- Red Semionotiformes Arambourg & Bertin, 1958 †
- Red Amiiformes Hay, 1929 - bowfins
- Red Lepisosteiformes Hay, 1929
- Red Aspidorhynchiformes Bleeker, 1859 †
- Red Macrosemiiformes †
- Red Pachycormiformes Berg, 1940 †
- Red Pycnodontiformes †
- Red Semionotiformes Arambourg & Bertin, 1958 †

Infrarazred Teleostei
- Nadred Acanthopterygii
- Nadred Clupeomorpha
- Nadred Cyclosquamata
- Nadred Elopomorpha
- Nadred Lampridiomorpha
- Nadred Ostariophysi
- Nadred Osteoglossomorpha
- Nadred Paracanthopterygii
- Nadred Polymyxiomorpha
- Nadred Protacanthopterygii
- Nadred Scopelomorpha
- Nadred Stenopterygii